# Temple mormon de San José
Le temple mormon de San José est un temple de l’Église de Jésus-Christ des saints des derniers jours situé à San José, au Costa Rica. Il a été inauguré le 4 juin 2000.